# Milionia drucei
Milionia drucei är en fjärilsart som beskrevs av Butler 1883. Milionia drucei ingår i släktet Milionia och familjen mätare. Inga underarter finns listade i Catalogue of Life.